# Tuyến 3B (Đường sắt đô thị Thành phố Hồ Chí Minh)
Tuyến 3B là một tuyến metro (đường sắt đô thị) thuộc hệ thống Đường sắt đô thị Thành phố Hồ Chí Minh. Hiện tại dự án đang trong quá trình kêu gọi đầu tư.
Tuyến kết nối trung tâm TP.HCM với khu vực Đông Bắc Thành phố. Trong tương lai sẽ kết nối với thành phố Thủ Dầu Một (tỉnh Bình Dương) dọc theo Quốc lộ 13, kết nối với tuyến 1 của tỉnh Bình Dương. Sau đó chính nó cũng sẽ kết nối đến Chơn Thành (tỉnh Bình Phước) và cửa khẩu Hoa Lư, đi song song với  và 
Dự án bao gồm 3 giai đoạn xây dựng:
- Giai đoạn 1: Toàn bộ tuyến 3B (chiều dài 12,2 km)
- Giai đoạn 2: Định hướng kéo dài tuyến đến Bình Dương (chiều dài khoảng 23 km)
- Giai đoạn 3: Tiếp tục kéo dài tuyến đến Chơn Thành và cửa khẩu Hoa Lư

Từ quy hoạch năm 2024, toàn bộ tuyến 3B được hợp nhất với tuyến 3A (trừ đoạn Bến Thành - Ngã sáu Cộng Hòa) thành tuyến 3 với điểm đầu kéo dài đến depot An Hạ và điểm cuối đến depot Hiệp Bình Phước.

## Hướng tuyến
Tuyến 3B có điểm đầu tại Ngã 6 Cộng Hòa - Nguyễn Thị Minh Khai - Xô Viết Nghệ Tĩnh - Quốc lộ 13 - Hiệp Bình Phước.
Tuyến đi qua Quận 1,  Quận 3, Quận Bình Thạnh và Thành phố Thủ Đức.

## Nhà ga
Toàn tuyến có 8 nhà ga đi ngầm và 2 nhà ga đi trên cao.
| Tên ga           | Khoảng cách     | Khoảng cách      | Tuyến trung chuyển    | Vị trí            | Vị trí          |
| Tên ga           | Giữa các nhà ga | Từ ga Thạnh Xuân | Tuyến trung chuyển    | Quận/Huyện        | Phường/Xã       |
| ---------------- | --------------- | ---------------- | --------------------- | ----------------- | --------------- |
| Ngã 6 Cộng Hòa   | -               | 0.0              | Tuyến 3A              | Quận 1            | Nguyễn Cư Trinh |
| Từ Dũ            | 0.6             | 0.6              |                       | Quận 1            | Phạm Ngũ Lão    |
| Tao Đàn          | 0.6             | 1.2              | Tuyến 2               | Quận 1            | Bến Thành       |
| Hồ Con Rùa       | 1.3             | 2.5              | Tuyến 4B              | Quận 3            | Võ Thị Sáu      |
| Hoa Lư           | 1.0             | 3.5              |                       | Quận 1            | Bến Nghé        |
| Thị Nghè         | 1.0             | 4.5              |                       | Quận Bình Thạnh   | Phường 17       |
| Hàng Xanh        | 0.8             | 5.3              | Tuyến 5               | Quận Bình Thạnh   | Phường 25       |
| Bến Xe Miền Đông | 1.4             | 6.7              |                       | Quận Bình Thạnh   | Phường 26       |
| Hiệp Bình Chánh  | 1.5             | 8.2              | Tuyến Bắc - Nam BRT04 | Thành phố Thủ Đức | Hiệp Bình Chánh |
| Hiệp Bình Phước  | 2.0             | 10.2             |                       | Thành phố Thủ Đức | Hiệp Bình Phước |
| Hiệp Bình        | 2.0             | 12.2             | Tuyến 3B kéo dài      | Thành phố Thủ Đức | Hiệp Bình Phước |

## Khu vực Depot
Ga Depot của tuyến 3B sẽ được xây dựng tại phường Hiệp Bình Phước, Thành phố Thủ Đức có quy mô 16,87 ha.